# Arntzia
Arntzia is een geslacht van neteldieren uit de klasse van de Anthozoa (bloemdieren).

## Soort
- Arntzia gracilis (Molander, 1929)